# Eleccions generals japoneses de 1993
Les eleccions generals japoneses de 1993 (第40回衆議院議員総選挙, Dai 40-Kai Shūgiin Giin Sō-Senkyo) se celebraren el 18 de juliol de 1993 per tal de renovar els 511 diputats de la Cambra de Representants del Japó, que al seu torn elegirien al Primer Ministre del Japó. Les eleccions es convocaren de manera anticipada el 18 de juny del mateix any.
El 18 de juny de 1993, la Cambra de Representants fou dissolta huit mesos abans que expirara el mandat 1990-1994 degut a la pèrdua d'una moció de confiança al govern del Partit Liberal Democràtic (PLD) i al Primer Ministre Kiichi Miyazawa. La moció fou presentada pel Partit Socialista del Japó (PSJ) i dos xicotets partits opositors formats per antics diputats del PLD. La data de les noves eleccions fou revel·lada ràpidament.
La campanya electoral començà oficialment el 4 de juliol amb 955 candidats, 70 d'ells dones, el major nombre fins llavors, els quals optaven als 511 escons de la Cambra de Representants. El tema central de debat fou la reforma política (el mateix tema que conduí a la moció) per tal de combatre la corrupció que havia assolat al PLD i altres partits en una sèrie d'escàndols financers. El partit va centrar la seua campanya possant l'èmfasi en la seua experiència en el govern del país de manera ininterrompuda durant 38 anys.
La baixa participació, d'un 67%, a la jornada electoral va reflectir la desil·lució general del votant amb la política i les eleccions. Els resultats finals deixaren al conservador PLD sense la seua majoria a la cambra, sent els principals beneficiàris del vot de protesta els tres nous partits de centredreta formats pels antics membres del PLD: el Partit de la Renaixença (PR), el Nou Partit del Japó (NPJ) i el Nou Partit Pioner (NPP), que havien defensat durant la campanya la reforma política, un govern net i un millor tracte per als consumidors. La principal oposició, el PSJ, dividit internament, no va aconseguir capitalitzar la situació i patí una derrota més severa que el PLD ja que l'electorat els identificava també com a actors de l'statu quo polític. Amb aquest resultat, el PLD va ser apartat del poder per primera vegada des de 1955 i reemplaçat per una coalició de set partits que abastava tot l'espectre polític (excepte el Partit Comunista del Japó (PCJ)) que havia obtingut representació a la cambra.
El 9 d'agost, Morihiro Hosokawa, lider del NPJ, esdevingué Primer Ministre liderant un gabinet format el mateix dia. Degut als reajustaments post-electorals i el suport dels independents, la coalició va aconseguir el control de la majoria absoluta a la cambra.

## Resultats

### Generals
|              |                              |            |       |        |     |  |
| Partit       | Partit                       | Vots       | %     | Escons | +/– |  |
|              | Partit Liberal Democràtic    | 22.999.646 | 36,62 | 223    | 1   |  |
|              | Partit Socialista del Japó   | 9.687.589  | 15,43 | 70     | 64  |  |
|              | Partit de la Renaixença      | 6.341.365  | 10,10 | 55     | Nou |  |
|              | Kōmeitō                      | 5.114.351  | 8,14  | 51     | 6   |  |
|              | Nou Partit del Japó          | 5.053.981  | 8,05  | 35     | Nou |  |
|              | Partit Comunista del Japó    | 4.834.588  | 7,70  | 15     | 1   |  |
|              | Candidats independents       | 4.304.189  | 6,85  | 30     | 15  |  |
|              | Partit Democràtic Socialista | 2.205.683  | 3,51  | 15     | 2   |  |
|              | Nou Partit Pioner            | 1.658.098  | 2,64  | 13     | Nou |  |
|              | Unió Socialdemòcrata         | 461.169    | 0,73  | 4      | =   |  |
|              |                              |            |       |        |     |  |
|              | Altres partits               | 143.486    | 0,23  | 0      | =   |  |
| Total        | Total                        | 62.804.145 | 100   | 511    | 1   |  |
|              |                              |            |       |        |     |  |
| Vots vàlids  | Vots vàlids                  | 62.804.145 | 98,83 |        |     |  |
| Vots nuls    | Vots nuls                    | 743.674    | 1,17  |        |     |  |
| Participació | Participació                 | 63.547.819 | 67,26 |        |     |  |
| Cens         | Cens                         | 94.477.816 |       |        |     |  |
| Font:        |                              |            |       |        |     |  |